# Los Pájaros Locos
Los Pájaros Locos fueron un grupo español de Rock and roll fundado en Barcelona en 1957. Su primer cantante fue Piero Carando, que más tarde pasaría a ser la voz solista de Los Gatos Negros.
La formación "clásica" y más conocida fue la compuesta por Salvador Mayolas (guitarra), Antonio Mayolas (vibráfono), Alfredo Guerrero "Lucho" (batería), José Cañadas (piano), y Manolo Catalán (bajo). Considerados una de las bandas pioneras en el panorama del Rock español, se les suele atribuir (en competencia con Los Estudiantes y Dúo Dinámico) la publicación, en 1959, de los primeros temas del género en España: un EP  compartido con el grupo Catch As Catch Can (antecedente de Los Gatos Negros) con las canciones "Can anyone explain", "Pascualino marajhá", "Yes Sir, tha's my baby" y "Send for me".

## Biografía
El primer nombre de la banda fue "Conjunto Woody Walter", pero como logo utilizaban la figura de Woody Woodpecker (el Pájaro loco), famoso personaje de dibujos animados creado por Walter Lantz (algo que, veinte años después, volvería a hacer otro famoso rocker barcelonés: José María Sanz, Loquillo). Es por eso que el público solía llamarlos, coloquialmente, "Los Pájaros Locos" de manera que, a partir de 1958, tienden a usar ese nombre (o la combinación "Woody Walter y los Pájaros Locos") en sus carteles y presentaciones. Desde el principio se dedicaron a versionar éxitos italianos, franceses y estadounidenses de Rock and roll, aunque también grabaron composiciones propias. 
En 1959 aparecen por primera vez en televisión, inaugurando los estudios locales de TVE en Barcelona. Ese mismo año ganan el primer premio en el concurso del SEU (sindicato estudiantil franquista) para grupos musicales, denominado SAEF-CETRA, lo que les permite grabar sus dos primeros temas (una versión de "Pasqualino Marajha", del italiano Domenico Modugno y del "Can Anyone Explain" de Raymond-Smiths) en el ya aludido EP (que algunos críticos consideran la primera grabación de Rock publicada en España, en competencia con los trabajos de Los Estudiantes y el Dúo Dinámico).
En 1960 fichan por la discográfica Variety e inician la publicación regular de discos, obteniendo un notable éxito en todo el país. En 1961, al pasarse a Iberofón, adoptan definitivamente el nombre más corto de "Los Pájaros Locos", abandonando el "Woody Walter" de sus inicios. Hasta 1963-64, la banda goza de bastante popularidad, apareciendo con frecuencia en varios programas de TVE y realizando conciertos por la geografía nacional.
A partir de 1964, tras la llegada de la "British Invasion" y la aparición del Beat y las nuevas corrientes musicales, la estrella del grupo comenzó a declinar. Sus últimas grabaciones ya no tuvieron el mismo eco que las anteriores, por lo que la banda terminó disolviéndose.

## Discografía
- 1959 - EP Compartido con la banda Catch As Catch Can (SAEF): Can anyone explain / Pascualino marajhá / Yes Sir, that's my baby / Send for me
- 1960 - EP (Variety): La gata sobre el tejado de zinc / Why / Tom Pillibi / Tintarella di Luna
- 1960 - EP (Variety): Los pájaros locos improvisan / Walking in the rain / Teddy girl / Me atormento con te
- 1960 - EP (Variety): Que yo te quiero / Nessuno al Mondo / Non occupatemi il telefono / La lluvia por fin vendrá
- 1961 - EP (Iberofón): Serafino campanaro / Kiss me / Dos cruces / Pájaros cantando
- 1961 - EP (Iberofón): Dans le creux de ta main / Le gata a un granello di sabbia / No existe el amor / Basta
- 1961 - EP (Iberofón): Ven a bailar el twist / Bep bop a lula / Twist, twist / Booggie del bebé
- 1962 - EP (Iberofón): Dang, dang / Runaround sue / Twist de Nochevieja / Tui, tui
- 1962 - EP (Iberofón): Stan Laurel y Oliver / Rag de la calle 12 / Gigolo / Chachachá azul
- 1962 - EP (Iberofón): Gran mádison / Tiempo de mádison número 1 / Tiempo de mádison número 2 / Loco mádison
- 1962 - EP (Iberofón): Cuando calienta el Sol / Serafino Campanaro / Basta / Dang, dang
- 1963 - EP (Iberofón): Pequeño elefante / Speedy Gonzáles / La samba de mi tierra / Voy twistando el blues
- 1963 - EP (Iberofón): Uno para todas / Jóvenes, jóvenes / Amor, mon amour, my love / No cuesta nada
- 1963 - EP (Iberofón): Todos los chicos y chicas / Like I do / Bonanza / Danny
- 1964 - EP (Iberofón): Mira cómo bailo yo / Corazón / Si de ti me alejas / Despeinada
- 1964 - EP (Iberofón): Sha la la / Te has puesto negra / Tijuana / Ma vie
- 1964 - EP (Iberofón): Chao chao / Me siento feliz / Linda chica / Es mi fiesta